# Diecezja Shantou
Diecezja Shantou (łac. Dioecesis Scianteuvensis, chiń. 天主教汕头教区) – rzymskokatolicka diecezja ze stolicą w Shantou w prowincji Guangdong, w Chińskiej Republice Ludowej. Biskupstwo jest sufraganią archidiecezji kantońskiej.

## Historia
6 kwietnia 1914 papież Pius X brewe Sollemne Domini erygował wikariat apostolski Chaozhou. Dotychczas wierni z tych terenów należeli do wikariatu apostolskiego Guangdongu (obecnie archidiecezja kantońska).
18 sierpnia 1915 przeniesiono siedzibę wikariusza apostolskiego do Shantou zmieniając tym samym nazwę jednostki na wikariat apostolski Shantou.
Z wikariatu apostolskiego Shantou odłączyły się:
- 31 stycznia 1924 - prefektura apostolska Jiangmen (obecnie diecezja Jiangmen)
- 20 lutego 1929 - prefektura apostolska Jiaying (obecnie diecezja Jiaying)

W wyniku reorganizacji chińskich struktur kościelnych dokonanej przez papieża Piusa XII 11 kwietnia 1946 wikariat apostolski Shantou podniesiono do godności diecezji.
Z 1950 pochodzą ostatnie pełne, oficjalne kościelne statystyki. Diecezja Shantou liczyła wtedy:
- ok. 30 000 wiernych (0,6% społeczeństwa)
- 59 księży
- 15 sióstr zakonnych
- 30 parafii.

Od zwycięstwa komunistów w chińskiej wojnie domowej w 1949 diecezja, podobnie jak cały prześladowany Kościół katolicki w Chinach, nie może normalnie działać. W grudniu 1952 nowe władze wydaliły z kraju biskupa Shantou Charlesa Vogela MEP.
W latach 1981–1997 diecezją rządził mianowany przez Patriotyczne Stowarzyszenie Katolików Chińskich antybiskup.
W 2006 na biskupa Shantou wyświęcony został Peter Zhuang Jianjian. Miał on zgodę papieską lecz na przyjęcie święceń biskupich nie wyraził zgody rząd ChRL. Obecnie bp Zhuang Jianjian mieszka w jednej z wiejskich parafii służąc oficjalnie jako prezbiter (rząd pekiński nigdy nie uznał jego sakry). W 2011 bez mandatu papieskiego wyświęcony został koncesjonowany antybiskup Shantou Joseph Huang Bingzhang, który tym samym zaciągnął na siebie ekskomunikę. Księża z diecezji Shantou oraz biskupi z sąsiednich diecezji, którzy nie chcieli wziąć udziału w nielegalnej (z kościelnego punktu widzenia) sakrze, zostali przymuszeni przez państwowych urzędników do udziału w uroczystościach.

## Ordynariusze

### Wikariusze apostolscy
- Adolphe Rayssac MEP[4] (1914 – 1935)
- Charles Vogel MEP[4] (1935 – 1946)

### Biskupi
- Charles Vogel MEP (1946 – 1958 de facto do 1952)
- sede vacante (być może urząd sprawował biskup(i) Kościoła podziemnego) (1958 - 2006)
- Peter Zhuang Jianjian (2006 - nadal)

### Antybiskupi
Ordynariusze mianowani przez Patriotyczne Stowarzyszenie Katolików Chińskich nieposiadający mandatu papieskiego:
- John Cai Tiyuan (1981 - 1997)
- Joseph Huang Bingzhang (2011 - nadal)